# 苏氏马先蒿
苏氏马先蒿（学名：Pedicularis souliei）是列当科马先蒿属的植物，是中国的特有植物。分布在中国大陆的四川等地，目前尚未由人工引种栽培。